# Kasztelania parnawska
Kasztelania parnawska – kasztelania mieszcząca się niegdyś w województwie parnawskim, z siedzibą (kasztelem) w Parnawa.

## Kasztelanowieparnawscy
| Monarcha                                 | Wojewoda                            | # | Kasztelan             | Portret | Herb | Lata sprawowania urzędu                            | Lata życia              |
| ---------------------------------------- | ----------------------------------- | - | --------------------- | ------- | ---- | -------------------------------------------------- | ----------------------- |
| Zygmunt III Waza                         | Maciej Dembiński/ Teodor Denhoff/   | 1 | Piotr Stabrowski      |         |      | 15 marca 1600 – 18 października 1619               |                         |
| Zygmunt III Waza/ Władysław IV Waza      | Piotr Tryzna/ Konstanty Połubiński  | 2 | Gedeon Dunin Rajecki  |         |      | ok. 6 lipca 1631/15 sierpnia 1631 – 5 grudnia 1634 | ok. 1589 – w lipcu 1654 |
| Władysław IV Waza                        | Konstanty Połubiński                | 3 | Ernest Magnus Denhoff |         |      | grudzień 1634 – 4 listopada 1640                   | 1581 – 1642, Elbląg     |
| Władysław IV Waza                        | Ernest Magnus Denhoff/ Jan Zawadzki | 4 | Mikołaj Ossoliński    |         |      | 10 listopada 1640 – 28 marca 1644                  | zm. 1663                |
| Władysław IV Waza/ Jan II Kazimierz Waza | Henryk Denhoff                      | 5 | Tomasz Kossakowski    |         |      | 14 lutego 1648 – 9 grudnia 1650                    |                         |
| Jan II Kazimierz Waza                    | Henryk Denhoff                      | 6 | Piotr Makowiecki      |         |      | 3 lutego 1652 – styczeń 1655                       |                         |
| Jan II Kazimierz Waza                    | Henryk Denhoff                      | 7 | Władysław Leszczyński |         |      | ok. 1655                                           |                         |